# 锡普林根
锡普林根（德語：Sipplingen）是德国巴登-符腾堡州的一个市镇。总面积4.28平方公里，总人口2085人，其中男性1040人，女性1045人（2011年12月31日），人口密度487人/平方公里。

## 市镇状况
在锡普林根，居民主要在中小企业（Mittelstand）工作，不少人口选择在周边的较大城市（如于伯林根和腓特烈港）通勤工作。市内有一叫朗根拉赫（Längerach）的企业用地，那里集中这个市镇的工匠和经营工商业者。时过境迁，锡普林根的经济重心从制造业逐渐转向服务业，尤其是旅游业变得越来越重要。
农业方面，当地居民多是通过副业的形式参与水果栽培，有的则是自产自销，在当地多是种的车厘子。此外人们也种植李子、黄香李、欧洲李、苹果、梨和胡桃，另外当地也有养蜂人。
博登湖供水区间大协作组织（Bodensee-Wasserversorgung）的取水点和处理厂就位于锡普林根，这一供水项目为所在的巴登-符腾堡州的约400万人提供饮用水。